# Diocesi di Ivrea
La diocesi di Ivrea (in latino Dioecesis Eporediensis) è una sede della Chiesa cattolica in Italia suffraganea dell'arcidiocesi di Torino appartenente alla regione ecclesiastica Piemonte. Nel 2023 contava 186.597 battezzati su 202.827 abitanti. È retta dal vescovo Daniele Salera.
Il santo patrono della diocesi è la Beata Vergine Maria Assunta, festeggiata il 15 di agosto, e i compatroni sono i Santi Besso e Tegolo, martiri. Il santo patrono della città di Ivrea è san Savino, vescovo di Spoleto e martire, festeggiato il 7 luglio.

## Territorio
La diocesi comprende la maggior parte dei comuni del Canavese, nella città metropolitana di Torino. Comprende anche il comune di Alice Castello nella provincia di Vercelli. Confina a nord con la diocesi di Aosta, ad ovest con l'arcidiocesi di Chambery, a sud con l'arcidiocesi di Torino e la diocesi di Casale Monferrato, ad est con l'arcidiocesi di Vercelli e la diocesi di Biella.
Sede vescovile è la città di Ivrea, dove si trova la cattedrale di Santa Maria Assunta.

### Vicariati e parrocchie
Il territorio si estende su 1.850 km² ed è suddiviso in 141 parrocchie raggruppate in 7 vicarie.

## Storia
La diocesi di Ivrea fu probabilmente eretta nel V secolo. Primo vescovo storicamente documentato è Eulogio, al posto del quale il prete Floreio firmò gli atti del sinodo di Milano del 451; già in questo contesto la diocesi appare come suffraganea dell'arcidiocesi di Milano.
Nel X secolo il beato Warmondo intraprese la costruzione della cattedrale romanica. A lui si deve inoltre l'incremento dello scriptorium, dal quale provengono molti dei codici conservati nella biblioteca del capitolo.
Dal secolo XI fu rilevante la presenza dell'abbazia di Fruttuaria, ove morì re Arduino.
Nel XIII secolo i vescovi di Ivrea ricevettero dall'imperatore importanti privilegi. Nella seconda metà del secolo successivo concessero parte dei propri feudi alla Casa di Savoia, che in questo periodo cercava di unificare i propri possedimenti piemontesi.
Nel 1497 fu eletto vescovo Bonifacio Ferrero, dando inizio alla serie dei vescovi della sua casata, che manterranno ininterrottamente la cattedra eporediese fino al 1612.
Il 21 maggio 1515 entrò a far parte della provincia ecclesiastica dell'arcidiocesi di Torino.
Nel 1785 la cattedrale romanica fu demolita e venne eretta nello stesso luogo una nuova cattedrale barocca, che nel 1854 verrà ampliata e assumerà forme neoclassiche.
In occasione del riordino delle diocesi piemontesi voluto da Napoleone Bonaparte, furono soppresse 9 diocesi della regione, tra cui anche quella di Aosta, come stabilito dal breve Gravissimis causis di papa Pio VII del 1º giugno 1803, il cui territorio fu unito a quello di Ivrea. La sede di Aosta fu ristabilita il 17 luglio 1817 con la bolla Beati Petri dello stesso Pio VII, e la diocesi di Ivrea rientrò nei confini attuali.
La diocesi di Ivrea ricevette una visita di papa Giovanni Paolo II nel 1990. Papa Benedetto XVI visitò Romano Canavese nel 2009.
Dal clero della diocesi di Ivrea provengono molti ecclesiastici illustri, tra cui i cardinali Tarcisio Bertone, Giuseppe Bertello e Arrigo Miglio, i vescovi Pier Giorgio Debernardi e Roberto Farinella.

## Cronotassi dei vescovi
Si omettono i periodi di sede vacante non superiori ai 2 anni o non storicamente accertati.
- Eulogio † (menzionato nel 451)
- Floreio ? †[3]
- Innocenzo † (? - 29 marzo 486 deceduto)[4]
- Desiderio I † (menzionato nel 680)[5]
- San Besso ? † (VIII secolo ?)[6]
- Enrico I † (menzionato nel 745 ?)[7]
- Giuseppe † (prima dell'844 - dopo l'855)
- Azzone † (menzionato nell'876)[8]
- Valfredo † (menzionato nel 904)
- Baterico † (menzionato nel 935)[9]
- Asmondo † (menzionato nel 945)[10]
- Eldrado ? † (menzionato nel 962)[11]
- Adalgero † (menzionato nel 967 circa)[12]
- Beato Warmondo † (prima del 969 - 1º agosto 1001 o 1002 deceduto)
- Ottobiano, o Ottobono o Ottaviano † (prima del 23 febbraio 1003 - dopo il 1011 o il 1024)[13]
- Ugo † (menzionato nel 1027)[14]
- Enrico II † (prima del 1029 - dopo il 1059)[15]
- Alberto † (menzionato nel 1063)[16]
- Oggero o Ogerio † (prima del 1075 - dopo il 1094)[17]
- Guiberto ? † (menzionato nel 1097)[18]
- Ludovico † (menzionato nel 1102)[19]
- Guido I † (prima del 1122 - dopo il 1162)
- Burcardo †[20]
- Germano o Gaemaro o Gaimaro † (prima di agosto 1166[21] - dopo il 1189)
- Guido II † (prima del 1092 - febbraio/agosto 1198 deceduto)[22]
- Giovanni † (prima del 25 luglio 1200 - dopo il 4 maggio 1205)[23]
- Pietro II, O.Cist. † (1206[24] - 27 giugno 1208 nominato arcivescovo di Tessalonica)[25]
- Oberto di Cocconato † (circa 1209 - dopo il 1239)[26]
- Corrado di San Sebastiano † (1º febbraio 1244 - 29 dicembre 1249 deceduto)
- Giovanni di Barone † (prima del 10 settembre 1250[27] - 1264 deceduto)
- Federico di Front e San Martino † (4 luglio 1264 - 12 febbraio 1289 nominato vescovo di Ferrara)
- Beato Alberto Gonzaga, O.F.M. † (13 marzo 1289 - circa 1322[28] deceduto ?[29])
- Oberto Solaro † (1322 - ? deceduto)
- Palladio Avogadro † (20 ottobre 1326 - circa 1346 deceduto)
- Giacomo de Francisco, O.Cist. † (30 ottobre 1346 - 1358 deceduto)
- Giacomo Mistrali † (22 giugno 1358 - 1360 deceduto)
- Pietro di Camera † (18 febbraio 1361 - 1373 deceduto)
- Pietro Codo, O.S.B. † (8 aprile 1373 - ?)[30]
- Bonifacio di San Martino † (1399 - 1405 dimesso)
- Agostino, O.E.S.A. † (1405 - ?)
- Giacomo Pomerio † (8 gennaio 1427 - 1437 deceduto)
- Giovanni Parella di San Martino † (6 marzo 1437 - 7 aprile 1479 deceduto)[31]
- Domenico Manfredi, O.S.B. † (21 maggio 1479 - 1483 deceduto)
- Nicolò Garigliati † (21 ottobre 1485 - 1497 deceduto)
- Bonifacio Ferrero † (28 luglio 1497 - 5 novembre 1509 nominato vescovo di Vercelli)
  - Giovanni Stefano Ferrero † (5 novembre 1509 - 5 ottobre 1510 deceduto) (amministratore apostolico)
  - Gerolamo de Capitani d'Arsago † (1510 - 17 settembre 1511 nominato vescovo di Nizza) (vescovo eletto)
- Bonifacio Ferrero † (17 settembre 1511 - 17 maggio 1518 dimesso) (per la seconda volta)
- Filiberto Ferrero † (17 maggio 1518 - 14 agosto 1549 deceduto)
- Sebastiano Ferrero-Fieschi † (25 ottobre 1549 - 1563 dimesso)
- Ferdinando Ferrero-Fieschi † (4 giugno 1563 - 1580 deceduto)
- Cesare Ferrero † (13 febbraio 1581 - 1612 deceduto)
  - Sede vacante (1612-1617)
  - Enrico Silvio, O.Carm. † (febbraio 1612 - 14 settembre 1612 deceduto) (vescovo eletto)
- Giuseppe di Ceva † (12 maggio 1617 - 21 ottobre 1633 deceduto)
- Ottavio Asinari, B. † (20 novembre 1634 - 1658 deceduto)
- Filiberto Millet de Faverges † (29 luglio 1658 - 15 dicembre 1663 deceduto)
- Pompeo Valperga † (9 giugno 1664 - 12 febbraio 1669 deceduto)
- Giacinto Trucchi, O.P. † (3 giugno 1669 - 7 luglio 1698 deceduto)
- Alessandro Lambert † (24 novembre 1698 - 28 settembre 1706 deceduto)
  - Sede vacante (1706-1727)
- Giovanni Silvio Domenico De Nicola † (30 luglio 1727 - 7 settembre 1733 deceduto)
  - Sede vacante (1733-1741)
- Michele Vittorio Villa † (17 aprile 1741 - 16 ottobre 1763 deceduto)
- Francesco Luserna Rorengo di Rorà † (9 luglio 1764 - 14 marzo 1768 nominato arcivescovo di Torino)
- Giuseppe Ottavio Pochettini † (11 settembre 1769 - 20 giugno 1803 deceduto)
- Giuseppe Maria Pietro Grimaldi † (1º febbraio 1805 - 1º ottobre 1817 nominato arcivescovo di Vercelli)
- Columbano Giovanni Battista Carlo Gaspare Chiaverotti, O.S.B.Cam. † (1º ottobre 1817 - 21 dicembre 1818 nominato arcivescovo di Torino)
  - Sede vacante (1818-1824)
- Luigi Paolo Pochettini † (12 luglio 1824 - 30 marzo 1837 deceduto)
- Luigi Moreno † (13 settembre 1838 - 4 maggio 1878 deceduto)
- Davide Riccardi † (15 luglio 1878 - 7 giugno 1886 nominato vescovo di Novara)
- Agostino Richelmy † (7 giugno 1886 - 18 settembre 1897 nominato arcivescovo di Torino)
- Matteo Angelo Filipello † (24 marzo 1898 - 27 gennaio 1939 deceduto)
- Paolo Rostagno † (5 maggio 1939 - 8 dicembre 1959 deceduto)
- Albino Mensa † (28 marzo 1960 - 12 ottobre 1966 nominato arcivescovo di Vercelli)
- Luigi Bettazzi † (26 novembre 1966 - 20 febbraio 1999 ritirato)
- Arrigo Miglio (20 febbraio 1999 - 25 febbraio 2012 nominato arcivescovo di Cagliari)
- Edoardo Aldo Cerrato, C.O. (28 luglio 2012 - 16 dicembre 2024 ritirato)
- Daniele Salera, dal 16 dicembre 2024

## Statistiche
La diocesi nel 2023 su una popolazione di 202.827 persone contava 186.597 battezzati, corrispondenti al 92,0% del totale.
| anno | popolazione | popolazione | popolazione | presbiteri | presbiteri | presbiteri | presbiteri                | diaconi | religiosi | religiosi | parrocchie |
| anno | battezzati  | totale      | %           | numero     | secolari   | regolari   | battezzati per presbitero | diaconi | uomini    | donne     | parrocchie |
| ---- | ----------- | ----------- | ----------- | ---------- | ---------- | ---------- | ------------------------- | ------- | --------- | --------- | ---------- |
| 1950 | 158.160     | 162.580     | 97,3        | 364        | 312        | 52         | 434                       |         | 98        | 954       | 144        |
| 1970 | 192.992     | 193.706     | 99,6        | 269        | 229        | 40         | 717                       |         | 40        | 955       | 147        |
| 1980 | 211.353     | 213.767     | 98,9        | 270        | 214        | 56         | 782                       |         | 78        | 830       | 147        |
| 1990 | 207.739     | 209.239     | 99,3        | 221        | 176        | 45         | 939                       | 4       | 75        | 586       | 141        |
| 1999 | 204.948     | 206.795     | 99,1        | 195        | 160        | 35         | 1.051                     | 9       | 51        | 380       | 141        |
| 2000 | 204.431     | 206.451     | 99,0        | 187        | 155        | 32         | 1.093                     | 9       | 45        | 366       | 141        |
| 2001 | 198.343     | 200.433     | 99,0        | 177        | 147        | 30         | 1.120                     | 10      | 50        | 351       | 141        |
| 2002 | 204.037     | 206.269     | 98,9        | 178        | 148        | 30         | 1.146                     | 9       | 50        | 329       | 141        |
| 2003 | 203.265     | 205.360     | 99,0        | 176        | 142        | 34         | 1.154                     | 9       | 52        | 335       | 141        |
| 2004 | 201.214     | 204.314     | 98,5        | 165        | 132        | 33         | 1.219                     | 8       | 51        | 323       | 141        |
| 2006 | 200.848     | 203.560     | 98,7        | 149        | 118        | 31         | 1.347                     | 12      | 49        | 297       | 141        |
| 2013 | 206.800     | 212.169     | 97,5        | 132        | 99         | 33         | 1.566                     | 17      | 48        | 175       | 141        |
| 2016 | 200.804     | 210.986     | 95,2        | 116        | 87         | 29         | 1.731                     | 16      | 44        | 173       | 141        |
| 2019 | 193.752     | 209.688     | 92,4        | 106        | 80         | 26         | 1.827                     | 17      | 33        | 155       | 141        |
| 2021 | 189.328     | 205.792     | 92,0        | 110        | 80         | 30         | 1.721                     | 16      | 37        | 109       | 141        |
| 2023 | 186.597     | 202.827     | 92,0        | 97         | 74         | 23         | 1.923                     | 19      | 34        | 105       | 141        |